# بيري د. تومسون
بيري د. تومسون (بالإنجليزية: Perry D. Thompson)‏ هو سياسي أمريكي، ولد في 4 يوليو 1874. حزبياً، نشط في الحزب الجمهوري.